# Ochrolechia subpallescens
Ochrolechia subpallescens är en lavart som beskrevs av Verseghy. Ochrolechia subpallescens ingår i släktet Ochrolechia och familjen Ochrolechiaceae.   Inga underarter finns listade i Catalogue of Life.